# شهرستان لاگانسکی
شهرستان لاگانسکی (به لاتین: Lagansky District) یک شهرستان در روسیه است که در قالمیقستان واقع شده‌است.